# Дунаєвський Дмитро Йосипович
Дмитро́ Йо́сипович Дунає́вський (26 жовтня 1905, м. Берестечко, нині Волинська область — липень 1944, біля м. Броди, Львівська область) — український живописець, учасник національно-визвольних змагань. Член українського мистецького гуртка «Спокій» у Варшаві (1928—1939).

## Життєпис
Дмитро Дунаєвський народився 26 жовтня 1905 року в місті Берестечку на Волині.
1925 року закінчив Львівську художньо-промислову школу, 1927-го — Мистецьку школу Олекси Новаківського у Львові, 1932-го — Варшавську академію мистецтв (педагоги з фаху М. Котарбінський та Т. Прушковський).
Учасник визвольних змагань у складі дивізії «Галичина». Був однодумцем та соратником Ніла Хасевича. Загинув у липні 1944 року біля м. Бродів на Львівщині.

## Творчість
Малював пейзажі й портрети, в яких можна простежити реалізм та імпресіонізм. Від 1926 року був учасником виставок у Космачі, Львові, Варшаві, Луцьку, Рівному, Кременці.
Створив серію портретів визначних діячів української історії, культури та краєвидів Волині, серед яких:
- «Вид на Лису гору» (1929), «Юрій Липа», «Павло Зайцев» (обидва — 1930-ті рр.), «Церква на Козацьких могилах коло Берестечка», «Гуцулка», «Натюрморт», «Лірник», «Етюд», «Гірський потік», «Сосни в Берестечку» (усі — 1930), «Млин у Пляшевій», «Церква у селі Солонів біля Берестечка», «Краєвид з Волині», «Цвинтар», «Млин» (усі — 1931), «Донечка» (1935), «Марко Безручко» (1938).